# Renaud Dion
Pour les articles homonymes, voir Dion.
Renaud Dion, né le 6 janvier 1978 à Gien, est un coureur cycliste français.

## Biographie
Renaud Dion remporte plusieurs courses chez les amateurs, notamment sur les Boucles de la Mayenne ou le Tour de Franche-Comté. Il devient professionnel en 2004 avec l'équipe RAGT Semences avant de rejoindre la formation AG2R Prévoyance en 2006 puis Roubaix Lille Métropole en 2010.
Il court de 2011 à 2013 pour l'équipe Bretagne-Schuller.

## Palmarès

### Carrière amateur
- 2000
  - Grand Prix de Cannes
  - 2e de la Boucle de l'Artois
- 2001
  - 2e du Grand Prix de Peymeinade
  - 3e de Paris-Barentin-Yvetot
- 2002
  - 5e étape du Tour Nivernais Morvan
  - 8e étape du Tour de Nouvelle-Calédonie
  - 2e du championnat du Lyonnais
  - 3e du Tour du Charolais
  - 3e du Circuit des Deux Provinces
- 2003
  - Tour du Canton de Genève
  - 2e étape du Tour de Franche-Comté
  - 2e étape des Boucles de la Mayenne
  - Grand Prix des Grattons
  - Grand Prix des Foires d'Orval
  - 2e du Tour du Canton de Dun-le-Palestel
  - 2e du Tour du Canton de Châteaumeillant
  - 3e du Circuit des Deux Ponts
  - 3e de Paris-Connerré

### Carrière professionnelle
- 2006
  - Le Samyn
- 2010
  - 2e du Tro Bro Leon
  - 2e de la Classic Loire-Atlantique
  - 2e du Tour de Bretagne
  - 2e du Grand Prix de Plumelec-Morbihan
  - 3e du Grand Prix de Lillers
- 2011
  - Route Adélie de Vitré

## Résultats sur les grands tours

### Tour d'Italie
2 participations
- 2006 : 104e
- 2009 : 81e

### Tour d'Espagne
2 participations
- 2007 : 78e
- 2008 : 113e

## Classements mondiaux
| Année           | 2005 | 2006 | 2007 | 2008 | 2009 | 2010 | 2011 | 2012 | 2013 |
| --------------- | ---- | ---- | ---- | ---- | ---- | ---- | ---- | ---- | ---- |
| UCI Europe Tour | 570e |      |      |      |      | 48e  | 205e | 836e | 879e |